# Poecilochaetus vitjazi
Poecilochaetus vitjazi är en ringmaskart som beskrevs av Levenstein 1962. Poecilochaetus vitjazi ingår i släktet Poecilochaetus och familjen Poecilochaetidae. Inga underarter finns listade i Catalogue of Life.